# Orthopagurus
Orthopagurus is een geslacht van kreeftachtigen uit de klasse van de Malacostraca (hogere kreeftachtigen).

## Soort
- Orthopagurus minimus (Holmes, 1900)